# Шеврёз, Шарль-Поль д’Альбер
Шарль-Мари-Поль-Андре д'Альбер де Люин (фр. Charles-Marie-Paul-André d'Albert de Luynes; 16 октября 1783, Париж — 20 марта 1839, Дампьер), 7-й герцог де Люин, герцог де Шеврёз — французский государственный деятель.

## Биография
Сын Луи-Жозефа-Шарля Амабля д'Альбера, герцога де Люина и де Шеврёза, и Гийонны-Жозефины-Элизабет де Монморанси-Лаваль.
Во времена Империи не занимал никаких должностей. После Реставрации 4 июня 1814 года стал членом Палаты пэров. В Верхней палате неизменно демонстрировал готовность защищать исключительные права короны.
30 мая 1825 был пожалован Карлом X в рыцари орденов короля.
Отказался присягать Июльской монархии и был исключен из состава Палаты пэров.

## Семья
Жена (24.01.1800): Франсуаза Мари Фелисите Эрмезинда Раймонда де Нарбон-Пеле (15.01.1785—6.07.1813). В 1806 году назначена придворной дамой императрицы Жозефины. Отказалась быть в таком же качестве приближенной королевы Испании, была помещена под наблюдение в Компьен, выслана в Тур, затем в Кан
Сын:
- Оноре-Теодорик (15.12.1802—14.12.1867), герцог де Люин и де Шеврёз. Жена (1822): Франсуаза де Дове-Менневиль (ум. 23.07.1824)